# Hypoglossale kanal
Den hypoglossale kanal er en foramen i kraniets nakkeben. Det er skjult medialt og superiort til hver Condylus occipitalis. Den hypoglossale nerve går gennem kanalen.